# Propriedade (filme)
Propriedade é um filme de terror e suspense brasileiro de 2023 dirigido e escrito por Daniel Bandeira. O filme é estrelado por Malu Galli no papel de Tereza, uma estilista que vive traumatizada pela violência urbana e busca refúgio em sua fazenda, mas acaba se trancando no próprio carro durante uma revolta dos trabalhadores de sua propriedade. Conta ainda com as atuações de Zuleika Ferreira, Tavinho Teixeira e Ane Oliva nos demais papéis centrais.
Propriedade teve sua première no Festival do Rio em 8 de outubro de 2022 e lançamento nos cinemas do Brasil em 21 de dezembro de 2023 pela Vitrine Filmes. O filme é o segundo longa-metragem dirigido por Daniel Bandeira. A obra teve uma boa repercussão entre a crítica cinematográfica que, em geral, elogiaram as questões sociais levantadas pela narrativa do filme e os detalhes técnicos, mas fizeram críticas ao roteiro.

## Sinopse
À beira de uma iminente colisão de dois universos, desencadeia-se uma revolta entre os trabalhadores. Tereza (Malu Galli), uma estilista reclusa traumatizada por um episódio de violência urbana, busca refúgio na fazenda da família na esperança de se recuperar. No entanto, quando seu marido anuncia a intenção de vender a propriedade, desencadeia-se uma revolta entre os trabalhadores locais. Para se resguardar do levante, Tereza se isola em seu carro blindado, mas mesmo atrás de uma barreira impenetrável de vidro, o inevitável conflito se desenrola.

## Elenco
- Malu Galli como Tereza
- Zuleika Ferreira como Dona Antônia
- Tavinho Teixeira como Roberto
- Samuel Santos
- Ane Oliva
- Carlos Amorim como Walter
- Marcílio Moraes como Danilo
- Anderson Cleber como Zildo
- Ângelo Fàbio
- Sandro Guerra como Zenildo
- Roberta Lúcia como Cristina
- Amara Rita Magalhães como Dona Dulce
- Nivaldo Nascimento como Everaldo
- Aruandhê Pereira como Junio
- Andala Quituche como Gisa
- Natureza Rodrigues como Luana
- Maria José Sales como Dona Amara
- Edilson Silva
- Erick Silva como Assaltante
- Clebia Sousa como Joelma
- Marília Souto como Marília
- Chris Veras como Solange

## Produção

### Concepção
Em entrevista no Festival do Rio, o cineasta Daniel Bandeira explicou que a idealização do filme teve início em 2006, onde pensava em realizar um experimento formal de narrativa confinada, focado em construir um enredo cinematográfico com apenas duas pessoas dentro de um carro. Contudo, a partir da eleição de Dilma Rousseff e da invasão ao Complexo do Alemão em 2010, o cineasta incorporou o conceito de "polarização" em sua abordagem, sentindo a necessidade de compreender as forças externas ao veículo.
Bandeira mencionou a transição do filme de suspense tradicional para um suspense duplo, onde um lado se torna o motivo do medo do outro. Ao refletir sobre o Brasil contemporâneo, ele sugeriu que essa dinâmica cria uma "máquina de medo". Além disso, abordou temas como incomunicabilidade e a dificuldade de compreender a dor e a história do outro. O diretor ressaltou a importância de manter um equilíbrio delicado na narrativa, buscando trazer as tendências à violência, as responsabilidades e os pesos das omissões de ambos os lados. Ele destacou a necessidade de interromper o ciclo de confronto para permitir a comunicação.

### Desenvolvimento
Produzido pelas companhias produtoras Vilarejo Filmes, Símio Filmes e Lunática, Propriedade contou com o financiamento do Funcultura Audiovisual e do Edital de Longas-Metragens de Baixo Orçamento do Ministério da Cultura. As gravações do filme foram realizadas em 2018 com locações na Fazenda Morim, de São José da Coroa Grande, município de Pernambuco. As gravações se iniciaram em 11 de setembro e após quatro semanas de intensa dedicação, as filmagens foram concluídas em 7 de outubro.
Malu Galli, ao falar sobre sua personagem no Festival do Rio, enfatizou a intensa curva dramática ao longo das 24 horas retratadas no filme, descrevendo como a personagem se torna mais dura e animalizada na luta pela sobrevivência. Ela compartilhou a colaboração com o preparador de elenco Fábio Leal para desenvolver uma intimidade com o carro, que se tornou um espaço de ação desafiador. Ao discutir a composição da personagem, Malu enfatizou a ausência de psicologismo ou subjetividade, destacando a abordagem de uma pessoa constantemente em ação, com raciocínio imediato e atenção extrema - uma entrega total à situação, algo inédito em sua carreira cinematográfica.

## Lançamento
A primeira exibição oficial de Propriedade ocorreu em 8 de outubro de 2022 durante a Mostra Première Brasil do Festival do Rio. Em 23 de fevereiro de 2023, fez sua estreia internacional no Festival Internacional de Cinema de Berlim, na Alemanha, participando da seção paralela da mostra Panorama. Na França, participou do Reims Polar Festival du Film Policier em 5 de abril. No mesmo mês, dia 9, foi exibido na Turquia pelo Festival Internacional de Cinema de Istambul. Nos Países Baixos, o filme foi selecionado para as mostras dos festivais PLUK de NACHT - Open Air Film Festival, em 11 de agosto, e Leiden International Film Festival, em 26 de outubro. Em 7 de novembro, apresentou-se no Thessaloniki International Film Festival, na Grécia. No mesmo dia, esteve no Paris International Fantastic Film Festival, na França. Nos Estados Unidos, participou do MoMA - The Contenders, em 20 de dezembro de 2023.
No cenário brasileiro, o filme também marcou presença em eventos como a 46ª Mostra Internacional de Cinema de São Paulo, o 17º Fest Aruanda do Audiovisual Brasileiro, a 26ª Mostra de Cinema de Tiradentes, a 17ª CineBH – Mostra Internacional de Cinema de Belo Horizonte, além do Rio Fantastik Festival 2023, onde recebeu reconhecimentos significativos, incluindo o título de Melhor Longa-Metragem e Melhor Diretor de Longa-Metragem pelo Júri Oficial, entre outros. No Brasil, o filme será lançado comercialmente nos cinemas a partir de 21 de dezembro de 2023 pela Vitrine Filmes.

## Recepção

### Resposta da crítica
Propriedade foi recebido com avaliações mistas e positivas por parte da crítica cinematográfica. O crítico Francisco Carbone, em sua análise para o website Cenas de Cinema, abordou o filme observando que, embora o roteiro talvez não alcance a mesma intensidade que a direção, ainda assim consegue transmitir suas verdades e narrar uma parte da história que permanece presente em várias regiões do país. O crítico deu ao filme 3 de 5 estrelas () e disse que Propriedade se destaca pela sua personalidade e uma peculiar característica: a coragem de permanecer fiel à sua visão. Apesar de enfrentar uma moldura que se tornou comum nos últimos anos, Bandeira não hesita em respeitar suas escolhas e apresentar imagens que poderiam ser consideradas repetitivas. Para Carbone, o desfecho do filme provoca uma supremacia da resistência, levantando a relevante questão: há um momento em que a força do oprimido se esgota? A última imagem sugere a persistência de uma destruição de futuro que continuará sendo desafiada.
Já Fabrício Duque, do website Vertentes do Cinema, atribuiu a nota 4 de 5 estrelas () ao filme. O crítico abordou o filme, ponderando sobre a possibilidade de Propriedade ser um sucesso no estilo de Bacurau devido às semelhanças temáticas e à abordagem contundente da luta de classes. Ele considerou a narrativa como um possível reflexo das questões sociais, aproveitando o contexto para complementar a trama, algo comum em filmes norte-americanos do gênero de ação. Duque reconheceu a capacidade do filme em causar desconforto e ampliar a discussão sobre a dicotomia entre o estrutural e o conservadorismo. A análise destaca sentimentos de raiva, pena e nervosismo, gerados pela torcida do público pela protagonista branca e rica contra os personagens pobres, levantando questionamentos sobre essas dinâmicas sociais profundamente arraigadas. O crítico enfatizou a relevância de assistir a Propriedade para permitir que cada espectador tenha uma experiência antropológica subjetiva e descubra em qual lado se posiciona diante dessas questões.

### Prêmios e indicações
| Ano  | Associações                                        | Categoria              | Recipiente(s)   | Resultado | Ref.  |
| ---- | -------------------------------------------------- | ---------------------- | --------------- | --------- | ----- |
| 2022 | Festival do Rio                                    | Melhor Montagem        | Matheus Farias  | Venceu    | [ 9 ] |
| 2022 | Fest Aruanda do Audiovisual Brasileiro             | Melhor Direção         | Daniel Bandeira | Venceu    | [ 9 ] |
| 2022 | Fest Aruanda do Audiovisual Brasileiro             | Melhor Figurino        | Andréa Monteiro | Venceu    | [ 9 ] |
| 2022 | Fest Aruanda do Audiovisual Brasileiro             | Melhor Fotografia      | Pedro Sotero    | Venceu    | [ 9 ] |
| 2022 | Fest Aruanda do Audiovisual Brasileiro             | Melhor Direção de Arte | Maira Mesquita  | Venceu    | [ 9 ] |
| 2022 | Fest Aruanda do Audiovisual Brasileiro             | Melhor Desenho de Som  |                 | Venceu    | [ 9 ] |
| 2023 | Golden Apricot Yerevan International Film Festival | Melhor Filme           | Propriedade     | Indicado  |       |
| 2023 | Fantastic Fest                                     | Melhor Filme           | Propriedade     | Venceu    | [ 7 ] |
| 2023 | Reims Polar Festival du Film Policier              | Grande Prêmio do Júri  | Propriedade     | Indicado  |       |